# باوان (صومای برادوست)
Byباوان، روستایی است از توابع بخش صومای برادوست و در رشهرستان ارومیه استان آذربایجان غربی ایران.

## جمعیت
این روستا در دهستان صومای جنوبی قرار داشته و بر اساس سرشماری سال ۱۳۹۰جمعیت آن۱۲۳۶ نفر (۲۶۱ خانوار) اولین و بزرگترین روستای دهستان صومای جنوبی و سومین روستای بزرگ بخش صومای برادوست پس از روستاهای گنگجین و ممکان می‌باشد.
فاصله ان از ارومیه ۶۰کیلومتر و از شهر سرو ۳۰کیلومتر و فاصله ان از جاده اصلی ۵ کیلومتر است. شغل اصلی اهالی باوان کشاورزی و دامپروری است و مهم‌ترین محصولات آن گندم و جو و نخود و گردو و سیب و زردآلو می‌باشد.
همچنین میزان سواد ساکنان بیشتر از۵۰ درصد است. کوه معروف و بلند شیخ بایزید باارتفاع ۲۷۰۳متر در روستای باوان قرار دارد، مقبره شیخ بایزید و خواهر ایشان بر بالای کوه واقع شده‌است و همه ساله درفصل بهار و تابستان تعداد زیادی گردشگر جهت زیارت و سیاحت به این منطقه از باوان سفر می‌کنند.
این روستا طی چند سال گذشته با سرعت قابل قبول در حال توسعه میباشد ب طوری ک آسفالت شدن معابر اصلی و فرعی آن در دستور کار قرار گرفته است
همچنین ین روستای خوش آب و هوا داری امکانات رفاهی فراوانی من جمله خانه بهداشت    مدرسه متوسطه     فضای سبز گاز شهری    نانوایی   زمین فوتبال.    دفتر پیش خوان دولت و سایر امکانات می‌باشد ک مردم رو از مهاجرت ب شهر و حاشیه شهر منصرف کرده است
انتظار میرود دولت نیز با ارایه خدمات مناسب مردم رو ب روستا نشینی تشویق کرده و از تمام ظرفیت های طبیعی و انسانی  منطقه بهره ببرد